# Royal Society of South Africa
Die Royal Society of South Africa ist eine wissenschaftliche Gelehrtengesellschaft in der Republik Südafrika. Ihr gehören sowohl gewählte südafrikanische Mitglieder (Fellows) als auch ausländische Ehrenmitglieder (Honorary Fellows) an. Außerdem können sich südafrikanische Wissenschaftler um eine Mitgliedschaft (Membership) bewerben. Der Sitz der Gesellschaft befindet sich in Kapstadt.
Nach Ende des Zweiten Burenkriegs (1899–1902) begannen in Südafrika mehrjährige Verhandlungen zur Gründung einer Royal Society of South Africa (RSSAf), die auf verschiedene Vorgängergesellschaften aufbaute. Schließlich erfolgte 1908 der offizielle Gründungsakt durch eine Royal Charter von König Edward VII. Erster Präsident der RSSAf war der Astronom Sydney Samuel Hough, zu Vizepräsidenten wurden der Mathematiker Thomas Muir und der Veterinärmediziner Arnold Theiler gewählt. Ihr Namensbestandteil „South Africa“ umfasste dabei eine geographische Region zwischen Kapstadt und dem Flusslauf des Limpopo.
Neben dem Hauptsitz Kapstadt hat die RSSAf Zweigsitze in verschiedenen Provinzen Südafrikas. Gegenwärtig (Stand Dezember 2021) gehören der RSSAf 28 Ehrenmitglieder (Honorary Fellows) an.
Von der RSSAf wird eine Zeitschrift herausgegeben, die seit 1909 (Jg. 1) mit dem Titel Transactions of the Royal Society of South Africa (Trans. R. Soc. S. Afr.) erscheint. Es bestehen historische Wurzeln zu den zwischen 1878 und 1909 erschienenen Transactions of the South African Philosophical Society (Trans. S. Afr. Philos. Soc.).